# Cyathea hotteana
Cyathea hotteana är en ormbunkeart som beskrevs av Carl Frederik Albert Christensen och Ekman. Cyathea hotteana ingår i släktet Cyathea och familjen Cyatheaceae. Inga underarter finns listade.